# Fittja

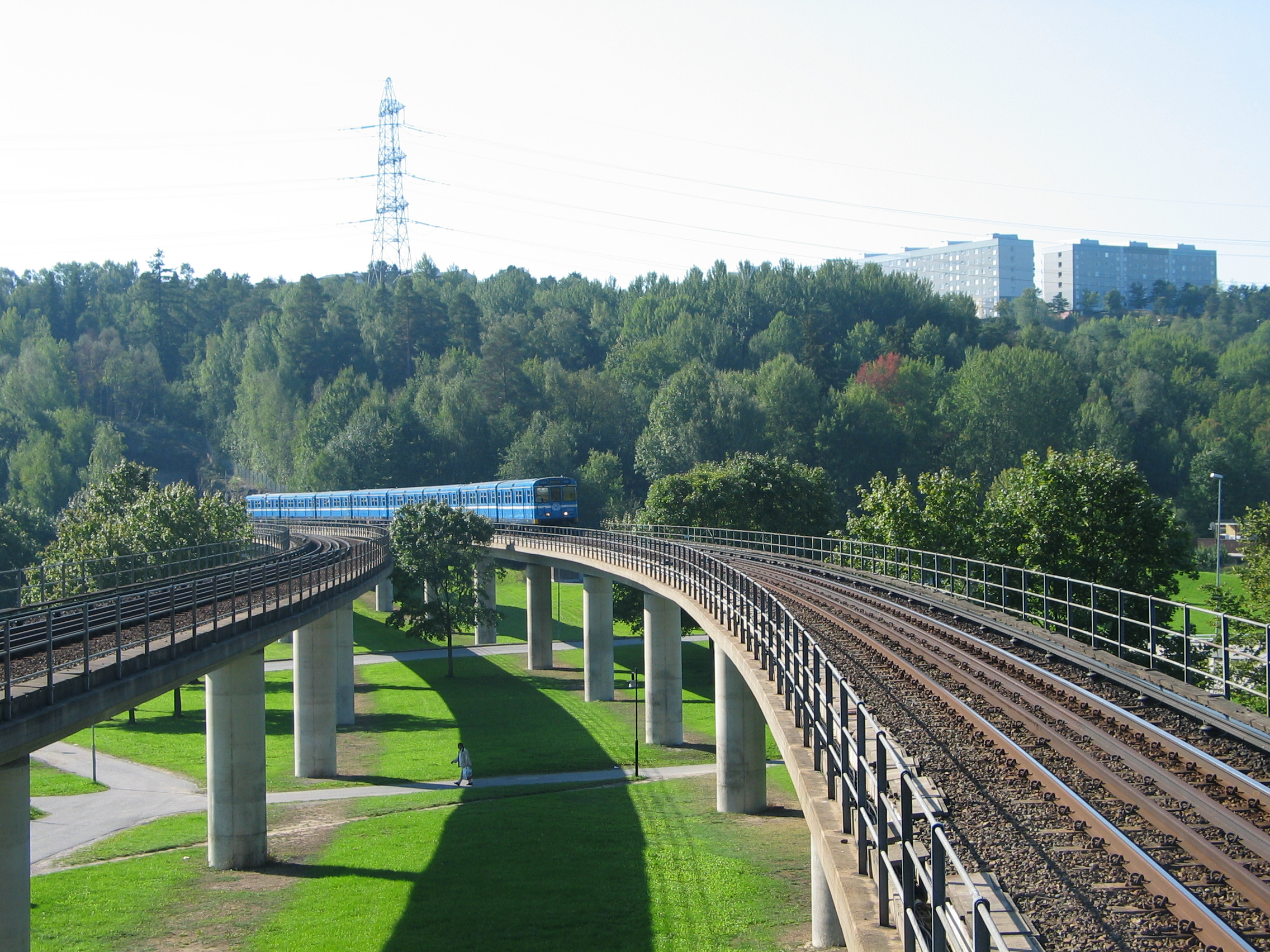
Tren proveniente de Alby.

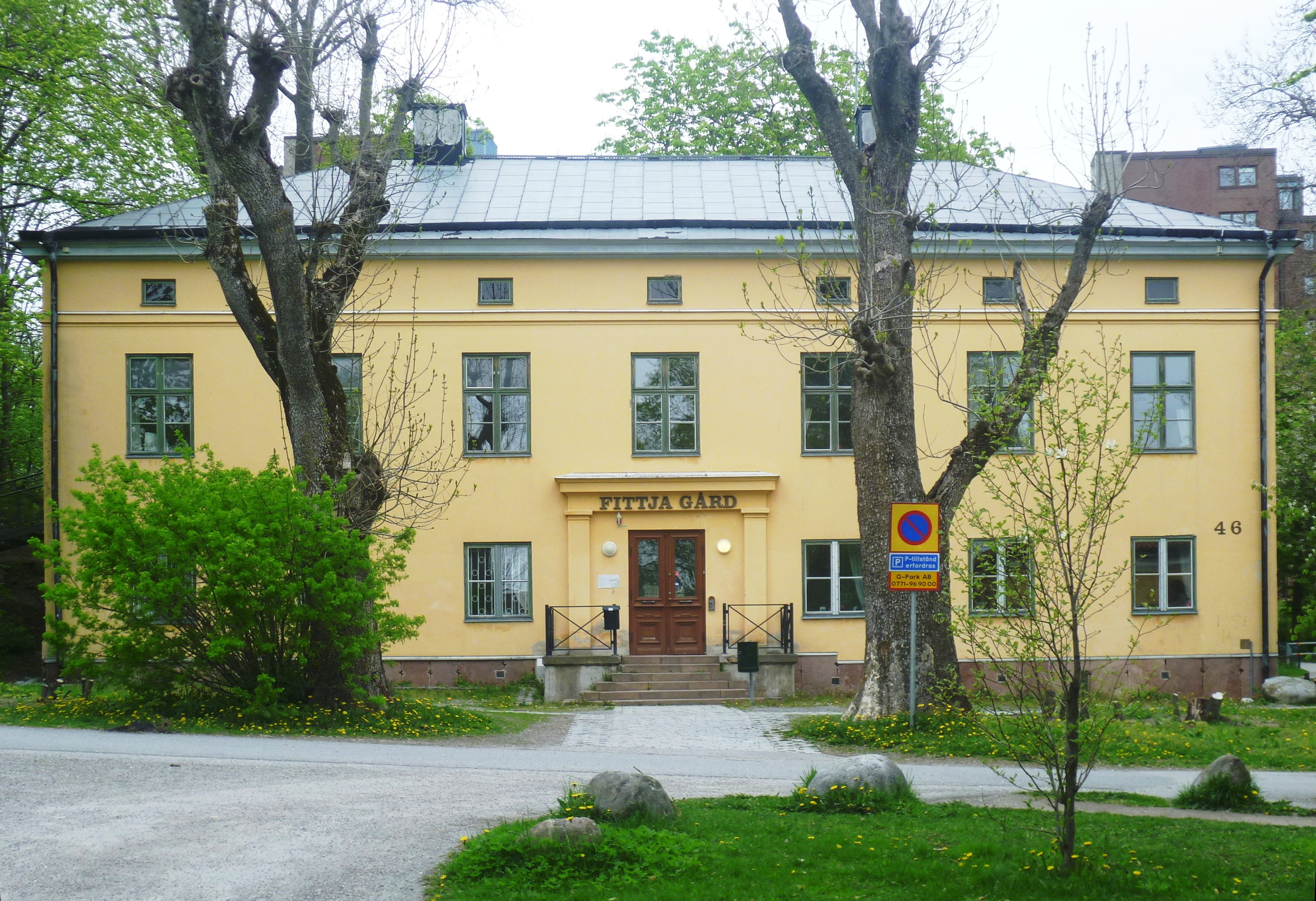
Fittja gård 2012

Fittja es parte del municipio sueco de Botkyrka y tiene una estación de metro con el mismo nombre. El barrio se construyó durante los 1970 y son en su mayoría apartamentos en alquiler. 
Su población es de aproximadamente 7000 personas de cuales 66,3% tiene origen extranjero (2003).
La estación de metro abrió al público el 1 de octubre de 1972 convirtiéndose en la estación número 72 de la gran zona metropolitana de Estocolmo.

## Mezquita de Fittja
La mezquita de Fittja se comenzó a construir en 1998 en estilo turco y se inauguró en 2007. Es propiedad de la Asociación Islámica Turca local, que cuenta con unos 1.500 miembros. El minarete tiene 32,5 metros de altura, siendo el más alto de Europa.